# 波那洛尔
波那洛尔是一种有机化合物，分子式C19H29NO2，可作为β-肾上腺素能受体阻滞剂。